# برت کامروتا
برت کامروتا (انگلیسی: Brett Camerota؛ زادهٔ ۹ ژانویهٔ ۱۹۸۵) اسکی‌باز صحرانوردی اهل ایالات متحده آمریکا است.
وی در مسابقات کشوری و بین‌المللی در مجموع برندهٔ ۱ مدال نقره شده‌است.